# Brignac (Morbihan)
Brignac (in bretone: Brennieg) è un comune francese di 198 abitanti situato nel dipartimento del Morbihan nella regione della Bretagna.

## Società

### Evoluzione demografica
Abitanti censiti